# 2번 염색체
2번 염색체는 인간의 염색체 중에서 길이가 두 번째로 긴 염색체이다.

## 2번 염색체 관련 질병
1만 명당 1명 이하의 빈도로 2번 염색체 원위부 장완에 미세 결실이 발생하면 발달 지연, 정신지체, 단지증, 골다공증, 특징적인 얼굴 형태 등의 이상이 발생하며, 이를 2번 장완 염색체 미세결실 증후군이라 부른다.